# Шамардан
Шамарда́н (рос. Шамардан, тат. Шәмәрдән) — присілок у складі Юкаменського району Удмуртії, Росія.
Населення — 211 осіб (2010; 280 в 2002).
Національний склад (2002):
- бесерм'яни — 76 %

У присілку діє початкова школа.